# 川手二郎
川手 二郎（かわて じろう、1904年 - 没年不明）は、日本の映画監督、脚本家である。

## 人物・来歴
1904年（明治37年）、長野県に生まれる。
阪東妻三郎のファンであった。エキストラ出演を経て、1927年（昭和2年）ころ助監督となる。
1931年（昭和6年）設立の新興キネマに参加する。1932年（昭和7年）、監督に昇進し、『父をたづねて三千里』で監督としてデビューした。1935年（昭和10年）開所した新興キネマ東京撮影所（現在の東映東京撮影所）に異動、サイレント映画あるいはサウンド版の映画を監督し続けた。
1936年（昭和11年）5月7日に公開された監督作『残月の歌』を最後に、トーキー専門のピー・シー・エル映画製作所（現在の東宝スタジオ）に移籍した。同社では、文化映画を約10本監督した。
その後、引退し、長野県の郷里に戻って不動産業を行った。その後の消息は知れない。
2009年（平成21年）、第18回東京国際レズビアン&ゲイ映画祭で『福寿草』が上映された。同作は、サウンド版として製作されたが、現存するプリントは音声トラックのないサイレント版である。

## フィルモグラフィ

### 新興キネマ
1932年
- 『父をたづねて三千里』 : 脚本藤田潤一、主演金沢美都子

1933年
- 『時雨ひととき』 : 原作・脚本八尋不二、主演花房銀子
- 『花嫁選手』 : 原作小島政二郎『父のキッス』、脚本小川正・小山信二、主演桂珠子
- 『結婚快走記』 : 原作山中峯太郎、脚本山内英三、主演月田一郎、江川なほみ
- 『赤い唇』 : 原作・脚本小山信二、主演松本泰輔

1934年
- 『誕生日』 : 原作・脚本小松原鼎、主演沖悦児
- 『細君ネロ 家庭争議の巻』 : 原作・脚本新興キネマ脚本部合作、主演新見映郎

### 新興キネマ東京撮影所
1935年
- 『福寿草』 : 原作吉屋信子、共同脚本萩野頼三、撮影中井朝一、主演江川なほみ - 監督・脚本
- 『釣鐘草』 : 原作吉屋信子、撮影中井朝一、主演霧立のぼる - 監督・脚本
- 『恋の浮島』 : 原作・脚本上島量、撮影中井朝一、美術新藤兼人、主演伏見信子

1936年
- 『乙女橋』 : 撮影中井朝一、主演江川なほみ - 監督・脚本
- 『残月の歌』 : 原作長田幹彦、脚本陶山密、撮影中井朝一、美術新藤兼人、主演立松晃

## 註
1. 1 2 3 4 5 6 7 8  川手二郎、アテネ・フランセ文化センター、2010年1月25日閲覧。
2. 1 2  川手二郎、日本映画データベース、2010年1月25日閲覧。
3. ↑  乙女シリーズ その一 花物語 福壽草、東京国際レズビアン&ゲイ映画祭、2010年1月25日閲覧。
4. ↑  安部善重コレクション1、東京国立近代美術館フィルムセンター、2010年1月25日閲覧。